# باناری
باناری (به ایتالیایی: Banari) یک کومونه در ایتالیا است که در استان ساساری واقع شده‌است.

## خصوصیات
باناری ۲۱٫۳ کیلومترمربع مساحت و ۶۱۰ نفر جمعیت دارد و ۴۱۹ متر بالاتر از سطح دریا واقع شده‌است.